# 부일중학교 (경기)
부일중학교(富一中學校)는 대한민국 경기도 부천시 소사구 소사본동에 있는 공립 중학교이다.

## 학교 연혁
- 1989년 12월 22일 : 부일중학교 설립 인가 (45학급)
- 1990년 3월 1일 : 초대 석경애 교장 취임
- 1990년 3월 3일 : 입학식 (15학급)
- 1993년 2월 16일 : 제1회 졸업식(15학급 759명)
- 2000년 9월 1일 : 급식소 준공
- 2003년 12월 26일 : 체육관(웅비관) 준공
- 2004년 8월 23일 : 증축교실 준공 (11교실, 도서관, 시청각실)
- 2012년 9월 1일 : 혁신학교 지정
- 2023년 1월 13일 : 제31회 졸업식(109명, 연인원 11,675명)
- 2023년 3월 2일 : 입학식(4학급 107명)
- 2023년 9월 1일 : 제14대 임순옥 교장 취임

## 참고 자료
- 부일중학교 - 한국교육학술정보원 학교알리미